# Les Grands Classiques de la littérature en bande dessinée
Les Grands Classiques de la littérature en bande dessinée ('Grandes Clássicos da Literatura em Quadrinhos no Brasil, Grandes Clássicos da Literatura em Banda Desenhada em Portugal) é uma coleção de romances gráficos com quadrinizações de obras clássicas da literatura mundial publicada pela editora francesa Glénat.

## Histórico
A coleção Les grands classiques de la littérature en bande dessinée foi lançada após o sucesso de Romans de toujours parue da editora Adonis publicada em outubro de 2007 e reeditada pela Glénat com o título de Les incontournables de la littérature en BD em março de 2010, com isso, a Glénat resolveu lançar uma coleção em parceria com o jornal Le Monde. Foi anunciada que a coleção teria inicialmente 32 volumes, divulgada oficialmente pela rádio France Bleu,

### No Brasil
Foi publicado pela primeira vez em novembro de 2011 pela L&PM com o título Grandes Clássicos da Literatura em Quadrinhos, num total de 10 volumes, em julho de 2014, após o sucesso da coleção Coleção Oficial de Graphic Novels da Marvel da Planeta deAgostini, a Edições Del Prado, em parceria com a própria L&PM,resolveu fazer uma coleção lançada de periodicidade semanal em bancas de jornais totalizando 26 volumes.

## Em Portugal
Em setembro de 2020, a coleção foi lançada em Portugal pela editora Levoir e pela RTP. A coleção portuguesa é composta por 14 volumes, sendo dois deles exclusivos e dedicados a dois clássicos da literatura portuguesa, Os Maias de Eça de Queiroz e Amor de Perdição de Camilo Castelo Branco.

## Álbuns

### Editados na França
1. A Volta ao Mundo em 80 Dias por Chrys Millien (12 de janeiro de 2017)
2. A Ilha do Tesouro por Christophe Lemoine e Jean-Marie Woehrel (26 de janeiro de 2017)
3. O Corcunda de Notre-Dame por  Claude Carré e Jean-Marie Michaud (9 de fevereiro de 2017)
4. Viagem ao Centro da Terra por Curt Ridel e Frederik Garcia (9 de março de 2017)
5. O Livro da Selva por Jean-Blaise Djian (23 de março de 2017)
6. A Guerra dos Mundos por Philippe Chanoinat e Alain Zibel (6 de abril de 2017)
7. Os Miseráveis Volume 1 por Daniel Bardet e Bernard Capo (20 de abril de 2017)
8. Os Miseráveis Volume 2 por Daniel Bardet e Bernard Capo (4 de maio de 2017)
9. A Odisséia por Christophe Lemoine e Miguel de Lalor Imbira (18 de maio de 2017)
10. O Capitão Fracasso por Philippe Chanoinat e Bruno Marivain (1 de Junho de 2017)
11. Germinal Volume 1 por  Philippe Chanoinat e Jean-Michel Arroyo (15 de junho de 2017)
12. Germinal Volume 2 por Philippe Chanoinat e Jean-Michel Arroyo (29 de junho de 2017)
13. O último dos moicanos por Marc Bourgne e Marcel Uderzo (13 de julho de 2017)
14. Oliver Twist por Philippe Chanoinat e David Cerqueira (27 de julho de 2017)
15. Da Terra à Lua por Pierre Guilmard e Louisa Djouadi (10 de agosto de 2017)
16. À Roda da Lua por Pierre Guilmard e Louisa Djouadi (24 de agosto de 2017)
17. Dom Quixote por Philippe Chanoinat , Jean-Blaise Djian e David Pellet (7 de setembro de 2017)
18. O Mundo Perdido Volume 1 por Anne Porot e Patrick Deubelbeiss (21 de setembro de 2017)
19. O Mundo Perdido Volume 2 por Anne Porot e Patrick Deubelbeiss (5 de outubro de 2017)
20. Tartarin de Tarascon por Pierre Guilmard e Louisa Djouadi (19 de outubro de 2017)
21. Guerra e Paz Volume 1 por Frédéric Brémaud e Thomas Campi (2 de novembro de 2017)
22. Guerra e Paz Volume 2 por Frédéric Brémaud e Thomas Campi (16 de novembro de 2017)
23. Um Conto de Natal por Patrice Buendia e Jean-Marc Stalner (30 de novembro de 2017)
24. O Vermelho e o Negro Volume 1 por Jean-Blaise Djian e Toni Fezjula (14 de dezembro de 2017)
25. O Vermelho e o Negro Volume 2 por Jean-Blaise Djian et Toni Fezjula (28 de dezembro de 2017)
26. Michel Strogoff por Frédéric Brémaud et Daniele Caluri (11 de janeiro de 2018)
27. As Mil e uma Noites por Daniel Bardet e Nawa (25 de janeiro de 2018)
28. Madame Bovary por Daniel Bardet e Michel Janvier (8 de fevereiro de 2018)
29. Quo Vadis por Patrice Buendia e CAFU (22 de fevereiro de 2018)
30. O Homem Invisível Volume 1 por Dobbs e Christophe Regnault (8 de março de 2018)
31. O Homem Invisível Volume 2 por Dobbs e Christophe Regnault (22 mars 2018)
32. Caninos Brancos por Caterina Mognato e Walter Venturi (6 avril 2018)
33. Vinte Mil Léguas Submarinas por Fabrizio Lo Bianco e Francesco Lo Storto (19 de abril de 2018)
34. Os Tigres de Mompracem por Stefano Enna e Nico Tamburo (3 de maio de 2018)
35. Os Três Mosqueteiros por Caterina Mognato e Andres José Mossa (17 de maio de 2018)
36. Ivanhoé por Stefano Enna e Stefano Garau (31 de maio de 2018)
37. As aventuras de Tom Sawyer por Caterina Mognato e Danilo Loizedda (14 de junho de 2018)
38. A Ilha do Dr. Moreau por Dobbs e Fabrizio Fiorentino (28 de junho de 2018)
39. Agaguk por Jean-Blaise Djian e Yvon Roy (12 de julho de 2018)
40. Poil de Garotte por Christophe Lemoine e Cécile (26 de julho de 2018) (Jules Renard)
41. A Guerra dos Botões por Christophe Lemoine e Cécile (9 de agosto de 2018)
42. A Máquina do Tempo por Dobbs e Mathieu Moreau (23 de agosto de 2018)
43. Jacquou le Croquant por Christophe Lemoine e Cécile (6 de setembro de 2018)
44. Os desastres de Sofia por Maxe L'Hermenier e Manboou (20 de setembro de 2018)
45. As meninas exemplares por Maxe L'Hermenier e Manboou (4 de outubro de 2018)
46. Alice no País das Maravilhas, Volume 1 por David Chauvel e Xavier Collette (18 de outubro de 2018)
47. Alice no País das Maravilhas, Volume 2 por David Chauvel e Xavier Collette (2 de novembro de 2018)

### Editados no Brasil
1. A Ilha do Tesouro
2. A Volta ao Mundo em 80 Dias
3. Robinson Crusoé
4. O Livro da Selva
5. Dom Quixote
6. O Corcunda de Notre-Dame
7. Viagem ao Centro da Terra
8. O último dos moicanos
9. As Mil e uma Noites
10. Oliver Twist
11. Os Miseráveis Volume 1
12. Os Miseráveis Volume 2
13. A Odisséia
14. Um Conto de Natal
15. Guerra e Paz Volume 1
16. Guerra e Paz Volume 2
17. O Capitão Fracasso
18. Quo Vadis
19. Germinal Volume 1
20. Germinal Volume 2
21. Michel Strogoff
22. Tartarin de Tarascon
23. O Vermelho e o Negro Volume 1
24. O Vermelho e o Negro Volume 2
25. Madame Bovary
26. Agaguk

### Editados em Portugal
1. A Volta ao Mundo em 80 Dias
2. Alice no País das Maravilhas (compilação dos 2 volumes franceses)[10]
3. Odisseia
4. Oliver Twist
5. As aventuras de Tom Sawyer
6. A Ilha do Tesouro
7. O Livro da Selva
8. Dom Quixote
9. Notre-Dame de Paris
10. Os Três Mosqueteiros
11. Os Maias por Canizales [11]
12. O último dos moicanos
13. Robinson Crusoé
14. Amor de Perdição por João Miguel Lameiras e Miguel Jorge[12]